# جشنواره گل هیروشیما
جشنواره گل هیروشیما (به ژاپنی: ひろしまフラワーフェスティバル Hiroshima Flower Festival)، جشنواره گل است که هر ساله در هیروشیما، ژاپن برگزار می‌شود. جشنواره گل هیروشیما از سال ۱۹۷۷ هر ساله در هفته طلایی (گلدن ویک (ژاپن)) از ۳ تا ۵ مه برگزار می‌شود. سالانه بیش از یک میلیون نفر در این جشنواره شرکت می‌کنند.